# 謝喜恩
謝喜恩（1994年9月29日—）是臺灣女子田徑運動員，臺灣花蓮縣玉里鎮人，曾在中華民國101年全國中等學校運動會高女組100公尺跨欄破大會紀錄。

## 簡介
小學五年級的時候曾短暫練習過跆拳道，就讀光復國中一年級時曾短暫加入了壘球隊，之後改加入田徑隊。2012年獲得亞洲青年錦標賽100公尺跨欄的銀牌。
2021年6月23日，經世界田徑總會確認，謝喜恩以女將保障名額取得2020年東京奧運女子100公尺的參賽資格。

## 家庭
出身自花蓮玉里鎮宮前部落的體育世家，父母都曾是跆拳道選手。在2015年起由謝靜茹改名為謝喜恩參賽。楊俊瀚則是她的表弟。

## 外部連結
- 謝喜恩在的頁面
- 謝喜恩的Instagram帳戶
- Gibbon. . 動誌. 2018年11月30日 （中文（臺灣））.[]